# Coxim (kommun)
Coxim är en kommun i Brasilien.   Den ligger i delstaten Mato Grosso do Sul, i den centrala delen av landet, 800 km väster om huvudstaden Brasília. Antalet invånare är 32 180.
Följande samhällen finns i Coxim:
- Coxim

Omgivningarna runt Coxim är huvudsakligen savann. Runt Coxim är det glesbefolkat, med 8 invånare per kvadratkilometer.